# Colla Jove Xiquets de Vilafranca
La Colla Jove Xiquets de Vilafranca és una colla castellera fundada l'any 2010 amb la intenció de crear una tercera colla a Vilafranca del Penedès a més dels Xicots de Vilafranca i els Castellers de Vilafranca. Va néixer a partir de castellers que havien format part, amb anterioritat, dels Xicots, i de gent aliena al món casteller, amb la intenció de ser una colla moderna, alternativa i coneguda per la seva tasca de difusió dels valors socials del fet casteller. El 28 de maig van començar els assajos de la colla en formació. Uns mesos més tard, va ser admesa com a colla oficial a la Coordinadora de Colles Castelleres de Catalunya. Vers la fi del primer any, comptaven amb més de cent vint membres. El 14 de novembre 2010, va debutar a Manresa.
Un grup de set persones va preparar la nova colla des d'inicis de l'any 2010. El 13 de maig es va fer la presentació oficial i el 28 de maig es va fer el primer assaig. El 8 d'octubre es va fer l'acte de lliurament de camises i, a mitjan octubre, un cop la colla ja estava a punt per fer la primera actuació, es va adoptar l'acord de sol·licitar l'ingrés a la Coordinadora de Colles Castelleres. Des dels inicis assajava a l'Escorxador i així va ser fins que el mes de maig de 2014 es va traslladar al seu local anomenat Cal Peitabí, inaugurat oficialment el 12 de juliol de 2014, local que abandonaren el 2016. El 2015 a l'ocasió del 5è aniversari de la colla, van estrenar el nou nan casteller que van cedir a Festa Major dels Petits perquè sigui ballat pels nens de la vila amb la resta de nans infantils cada 1 de setembre.
La colla va viure un moment molt complicat, sobretot a partir de la dimissió del cap de colla i la renúncia a actuar durant la Festa Major per la manca de nivell, en una temporada on amb prou feines arribaren a realitzar castells de sis, en algun cas amb acotxaneta o, fins i tot, amb dosos d'avançada edat.
La colla va renunciar a actuar en cap plaça i mantenia en actiu únicament els assajos. També va haver de renunciar al local propi, tornant a assajar al local que els va veure néixer, l'edifici municipal de l'Escorxador.
Va estar les temporades 2017 i 2018 portant a plaça castells de 6, a l'inici del 2018 la colla va començar a assajar el 3 de 7 el qual van portar a plaça per la Festa Major de Vilafranca, aconseguint un intent desmuntat.
El 2019 van continuar treballant els castells de 7 i el pilar de 5, els quals van assolir el 29 d'agost a la Festa Major de Vilafranca portant a plaça el 3 de 7 i el pilar de 5.

## Castells
El seu primer castell amb camisa va ser un 3d6 en solitari fet en un dinar intern de la colla que es va fer a la masia de Ca l'Artigas, a Can Lleó (Sant Martí Sarroca). La primera actuació pública va ser el 14 de novembre de 2010 a Manresa, convidats pels Tirallongues de Manresa, i es va descarregar el 4d6a, el 5d6, el 3d6 i 3 pilars de 4 simultanis.
En els seus pocs anys d'existència han arribat a descarregar la torre de 7, el 5 de 7, el 4d7a, el 3d7a i altres castells de 7, a més del pilar de 5. El 13 d'octubre de 2012 van fer un 4 de 7 en una actuació a Euskadi, davant de 12.000 espectadors, com símbol de la unió del poble català i basc. L'endemà van actuar a Sopela i hi van descarregar el 4 de 6 amb agulla, el 3 de 6 aixecat per sota, 2d6 i 2 pilars de 4 simultanis.
La «Diada de la Colla Jove», o també «Diada Jove», se celebra el dia 12 d'octubre. La seva primera actuació a casa va ser la Diada de Sant Jordi, el 23 d'abril de 2011 a la tarda, descarregant el primer 4d7 (després de dos intents desmuntats), la torre de 6 i 3 pilars de 4 simultanis. La colla que els va acompanyar van ser els Nois de la Torre de Torredembarra, colla que, juntament amb els Tirallongues de Manresa, consideren els seus padrins. Des d'aquesta primera actuació a casa, cada any se celebra la Diada de Sant Jordi el dissabte següent a la festivitat del sant.
El 29 i 31 d'agost de 2014, durant la Festa Major de Vilafranca del Penedès, la Colla Jove Xiquets de Vilafranca va descarregar per primera vegada la torre de 7, la 47a colla que la descarregava i alhora de les poques que més alt han arribat en tan poc temps. Van tornar a descarregar-la en la Diada de la Colla d'aquell mateix any. A la festa major del 2015 van intentar estrenar la gamma alta de set amb èxit limitat després d'un primer tres de set.
A partir de l'any 2016, la colla va patir un declivi important, perdent els castells de 7 i, fins i tot, havent de renunciar a seguir actuant durant l'any per la impossibilitat de realitzar castells de sis a causa de la manca d'efectius. L'any 2017 van recuperar els castells bàsics de sis després de gairebé un any sense realitzar-ne cap.
El 2018 van començar a assajar castells de 7 i consolidar els castells de 6, al 2019 van portar a plaça el 3 de 7 aprofitant la Festa Major de Vilafranca i rematar la diada amb un pilar de 5 desencadenant l'euforia de tots els integrants.

## Concursos
| Resultat              |
| --------------------- |
| Descarregat (D)       |
| Carregat (C)          |
| Intent (I)            |
| Intent desmuntat (ID) |

La següent taula mostra el resultat dels castells provats per la colla en les dues ocasions en què han participat en el Concurs de castells Vila de Torredembarra i en l'única ocasió que han participat en el Concurs de Tarragona, el 2014. També hi figuren els punts totals i la posició que va aconseguir sobre el total de colles participants.
| Participació en concursos de castells |                      |         |        |          |        |        |       |       |
| Concurs                               | Data                 | Rondes  | Rondes | Rondes   | Rondes | Rondes | Punts | Pos.  |
| Concurs                               | Data                 | 1a      | 2a     | 3a       | 4a     | 5a     | Punts | Pos.  |
| ------------------------------------- | -------------------- | ------- | ------ | -------- | ------ | ------ | ----- | ----- |
| VIII Concurs de Torredembarra         | 2 d'octubre de 2011  | 3de7    | 4de7   | 3de6     | —      | —      | 1.612 | 12/13 |
| IX Concurs de Torredembarra           | 6 d'octubre de 2013  | 3de7(c) | 5de6   | 4de7(id) | 2de6   | —      | 455   | 11/12 |
| XXV Concurs de Tarragona              | 28 d'octubre de 2014 | 3de7(c) | 4de7a  | —        | —      | —      | 465   | 36/41 |